# Lizzy Schaldemose
Lizzy Schultz født Schaldemose  var en dansk atlet og sygeplejerske. Hun var medlem af Københavns IF.

## Danske mesterskaber
- Bronze 1946 200 meter 27,5

## Personlige rekorder
- 100 meter: 13,2 1946